# Paolo Virzì
Paolo Virzì [ˈpaːolo virˈdzi] (Livorno, 4 de marzo de 1964) es un guionista y director italiano.
Ganó premios como el Ciak d'Oro, el Nastro d'Argento y el David di Donatello al mejor director revelación con su primera película La bella vita. 

## Filmografía
- La bella vita (1994)
- Ferie d'agosto (1995)
- Ovosodo (1997)
- Baci e abbracci (1999)
- My Name Is Tanino (2001)
- Caterina va in città (2003)
- N. Napoleón y yo (2006)
- Tutta la vita davanti (2008)
- La prima cosa bella (2010)
- Il Capitale Umano (2013)
- Locas de alegría (2016)
- The Leisure Seeker (2017)
- Notti Magiche (2018)

## Premios y distinciones
Festival Internacional de Cine de Venecia
| Año  | Categoría                  | Película         | Resultado |
| ---- | -------------------------- | ---------------- | --------- |
| 1994 | Golden Ciak                | La bella vita    | Ganador   |
| 1997 | Premio especial del Jurado | Los años dorados | Ganador   |
| 1997 | Pequeño León de Oro        | Los años dorados | Ganador   |